# 北京系统工程研究所
北京系统工程研究所，位于北京市朝阳区，是中国人民解放军系统工程研究机构。

## 简介
北京系统工程研究所于1986年成立。是以发展国防战略研究、计算机软件技术研究、信息安全技术研究、国防科研项目管理为主的综合性科研机构。钱学森、朱光亚都曾关心该所建设。截至2014年，该所有中国科学院院士2人，中国工程院院士2人，研究员23人，副研究员52人。该所原先隶属国防科工委。后转隶中国人民解放军总装备部。2016年深化国防和军队改革中，撤销中国人民解放军总装备部。

## 历任所长
……
- 游光荣（？—）[4]